# Amir Peretz
Amir Peretz (hebreiska עמיר פרץ), född 9 mars 1952 i Boujad i Marocko, är en israelisk socialdemokratisk politiker (Arbetarpartiet). Han var landets försvarsminister 2006-2007.
Peretz tjänstgjorde i 202:a fallskärmsjägarbrigaden och nådde graden kapten, innan han sårades i en incident i Mitlapasset 1974.
Peretz var partiledare för Am Ekhad från 1999 till 2005, då detta parti gick upp i Arbetarpartiet. Han var sedan ordförande och partiledare för Arbetarpartiet från 9 november 2005, då han vann över Shimon Peres i valet om ordförandeposten, till 12 juni 2007, då Ehud Barak åter blev Arbetarpartiets ordförande. Peretz är ordförande för Histadrut (Israels motsvarighet till  LO) sedan december 1995.
Den israeliska krigsmaktens agerande i det senaste Libanonkriget gjorde att Peretz blev hårt kritiserad i hemlandet. Han avgick samtidigt som han avsattes som partiordförande och ersattes av Ehud Barak.